# Osowo (Świdwin)
Osowo (deutsch: Wussow) ist eine Siedlung mit etwa fünfzig Einwohnern im Gebiet der Landgemeinde Świdwin (Schivelbein) im Powiat Świdwiński in der Woiwodschaft Westpommern, neun Kilometer westlich der Kreisstadt Świdwin und drei Kilometer westlich von Łąkowo (Lankow) an der ehemaligen Kreisgrenze nach Regenwalde (polnisch: Resko) gelegen.
In dem kleinen pommerschen Ort Wussow, dessen Einwohnerzahl im Jahr 1910 141 Menschen und 1939 142 Menschen betrug, gab es einen Gutsbetrieb und einige Bauernhöfe. Besitzer des Restgutes war im Jahr 1928 Karl Günther, später übernahm Oberamtmann Robert Münchmeyer den Betrieb. Infolge des Zweiten Weltkrieges kam Wussow zu Polen und ist heute Bestandteil der Landgemeinde Świdwin.
Kirchlich gehörte Wussow bis 1945 nach Wopersnow (Oparzno) im Kirchenkreis Schivelbein der Kirchenprovinz Pommern in der Evangelischen Kirche der Altpreußischen Union. Heute liegt Osowo im Bereich der Diözese Pommern-Großpolen der polnischen Evangelisch-Augsburgischen Kirche. Kirchort ist Świdwin. 